# Аланис, Кевин
Кевин Николас Аланис Акунья (исп. Kevin Nicolás Alaniz Acuña; родился 30 января 2003 года, Лас-Пьедрас) — уругвайский футболист, полузащитник клуба «Феникс».

## Клубная карьера
Аланис — воспитанник клуба «Феникс». 11 мая 2019 года в матче против «Прогресо» он дебютировал в уругвайской Примере.

## Международная карьера
В 2019 году Аланис в составе юношеской сборной Уругвая принял участие в юношеском чемпионате Южной Америки в Перу. На турнире он сыграл в матчах против команд Эквадора, Бразилии и Парагвая.